# David Wilkerson
David Ray Wilkerson (19. května 1931 Hammond, Indiana – 27. dubna 2011 poblíž Cuney, Texas) byl americký křesťanský kazatel a evangelista, který působil zejména v New Yorku při kostelu na Times Square, který založil. Nejvíce se proslavil díky své knize Dýka a kříž, podle které byl natočen i stejnojmenný film. Během své kazatelské služby založil program Teen Challenge pro zotavení se z drogové závislosti.
Zemřel 27. dubna 2011 poblíž Cuney v Texasu při autonehodě.

## Dílo
Po svém působení David Wilkerson začal psát knihy a dělat přednášky. Dýka a kříž vyšla zpracovaná jak v knižní, tak filmové formě. Na jeho prvotní jiskru navázala díla jako Začalo to dýkou a křížem. Pořádal mnoho přednášek, kde především kritizoval moderní společnost.

### Dýka a kříž
Ve svém díle Dýka a kříž popisuje celou svojí životní pouť, která podle jeho vyprávění začíná v roce 1958, kdy působil jako pastor v Philpsburgu. Jednoho večera si prohlížel časopis Life a uviděl perokresbu, na které byl newyorský gang zvaný „Draci“, který napadl chlapce s obrnou. Davida Wilkersona tato příhoda pobouřila a umínil si, že těmto hochům musí pomoci u soudu. Od té doby David Wilkerson chodil po New Yorku a obracel tamní gangy.

### Teen Challenge
Po své misii v newyorských ulicích založil neziskovou organizaci Teen Challenge, která se snaží zajistit pomoc narkomanům, kteří potřebují psychický domov či odvyknout si od návykových látek. Společnost dodnes působí ve více než 68 zemích světa. V ČR momentálně existují dvě pobočky, v Poštovicích a ve Šluknově. Na tuto organizaci navázala také World Challenge.